# 根来広光
根来 広光（ねごろ ひろみつ、1936年9月24日 - 2009年11月27日）は、広島県府中市出身のプロ野球選手（捕手、投手）・コーチ・監督。

## 経歴
1945年8月6日の原爆投下直前まで広島市内に住んでいたが、現在の府中市に疎開して難を逃れた。
中学時代は大分県別府市で育ち、河村英文は根来の姉と高校が同級である。
府中高校時代はエースで、県内では有名な投手であった。当時の広島はレベルが高く、広瀬叔功・木下強三ら県内の同期は7人がプロ入りした。
卒業後の1955年に東京鉄道管理局へ入部すると、1956年には熊谷組の補強選手として都市対抗に出場。決勝に進出し日本石油の藤田元司と投げ合うが惜敗、準優勝にとどまった。
1957年に国鉄スワローズへ投手として入団。同年は3試合に登板しているが、早々に二軍落ち。小樽で行われた巨人戦で馬場正平から本塁打を打ち、試合後の馬場に声をかけると、「生まれて初めてホームランを打たれたよ」と言われたそうである。馬場は一軍の公式戦では本塁打を打たれていない。その後は宇野光雄監督からの打診により、高校・社会人でそれぞれ短期間経験した捕手に転向することとなった。当時の国鉄の捕手陣は谷田比呂美、佐竹一雄らが定位置を争っていたが、同年のシーズン終盤から先発マスクを被る。転向後に球団幹部からは「金田正一の球をノーサインで捕って一人前」と無理難題に近い要求をされたが、実家を養わなければならない根来は受け入れるしかなかった。捕手としてのデビュー時は極度に緊張し、宇野は球審に「このキャッチャー、新人だから頼むよ」と言った。その時は意味が分からなかったが、1球目はストレートで球審が「ストライク!」のコール。それをパスボールし、ボールは当時は低かったバックネットの網に直接当たった。観客は失笑、チームメイトも「ストライクをパスボールしたヤツ、初めて見た。それもストレートだよ」と大笑い。監督が審に言った意味が後から分かったという。
1958年には開幕直後から正捕手として起用され、その後は8年間にわたりレギュラーの地位を守った。最初は金田がサインを出した。金田は直球、縦に割れるカーブ、スライダーに近いカーブと三種類しかなく、大きな手振りでサインを出すので、何を投げるかは分かり易かったが、それでもバッターは打てなかったという。金田の投球を必死に研究し、やがて直球とカーブを投げる際の微妙なフォームの相違を発見。
1961年ごろからは金田のボールをノーサインで捕れるまでになった。豪球ゆえ、指は腫れて太くなり、骨も変形、命懸けで体を張って捕球した。その努力に金田も恩義に感じてか、後にロッテオリオンズの監督に就任すると、2年目の1974年に根来をコーチに招くなどしている。金田の400勝は、根来なしでは到達しなかった記録である。打撃面では100安打以上を記録したシーズンは1度もなかった。
1964年には当時のリーグタイ記録である8打席連続安打を達成するが、1965年ごろからは平岩嗣朗や岡本凱孝に定位置を譲ることが多くなった。
1967年に阪急ブレーブスへ移籍。同年は岡村浩二の故障もあって、シーズン後半の33試合に先発出場。巨人との日本シリーズも2試合に出場し、第3戦では先発マスクを被る。しかし1968年には出場機会が減少、同年限りで現役を引退。
王貞治が第1号本塁打を打った時の捕手であるため、王が500号を打ったあたりから、節目の本塁打を打つたび、「第1号はどんなボールでしたか」と、新聞記者からよく電話が掛かってきたという。王は開幕戦から鳴り物入りでデビューしたにもかかわらず、26打席無安打が続き、とても悩んでいるという噂が流れていた。根来も捕手転向時にはとても苦労したため、王が可哀そうになり、村田元一に「お前、同じ東京（出身）だろ。打たせてやれよ」と冗談で言った。第1号本塁打の球種はスライダーであったそうである。
引退後は阪急→オリックス（1969年スコアラー→1970年コーチ兼スコアラー→1971年 - 1973年二軍バッテリーコーチ, 1992年 - 1997年二軍監督→1998年 - 2001年編成部）、ロッテ（1974年 - 1976年一軍バッテリーコーチ→1977年 - 1979年二軍バッテリーコーチ）、ヤクルト（1980年 - 1983年一軍バッテリーコーチ→1984年 - 1986年二軍バッテリーコーチ→1987年 - 1988年二軍監督→1989年 - 1991年編成部）で監督・コーチ・フロントを歴任。
阪急スコアラー時代には間違えても消せる鉛筆は記録や数字の正確性を重んじる意識が甘くなるため、万年筆でスコアをつけた。試合後のミーティングでは、相手ベンチの戦術の傾向や投手の配球を首脳陣に伝え、勝敗を分けたに潜んでいた伏線まで、的確に指摘。スコアラーになったばかりの金田義倫は一言も聞き漏らすまいと、耳を澄ました。
阪急コーチ時代の1971年にはまだ優勝は決まっていない中、先に優勝を決めていた巨人の調査を始めた。大石清スカウトと共に広島-巨人戦（広島市民）を視察し、試合にはビデオを持ち込み、三塁コーチの牧野茂を中心に撮影していた。
ロッテコーチ時代には現役時代にバッテリーを組んだ金田の下で1974年のリーグ優勝・日本一に貢献し、オリックス二軍監督時代には河村健一郎二軍打撃コーチの進言を受け、入団1年目のイチロー（当時の登録名は本名の鈴木一朗）を1年間、1番・中堅手で起用した。
なお、1984年まで、野球協約に試合中にブルペンで投手の球を受ける捕手は現役選手に限るとの条項があったため、1970年以後のコーチ時代も年度によっては形式的に「現役に復帰」して支配下登録されていた時期もあり、該当年度の『オフィシャル・ベースボール・ガイド』（日本野球機構編集）には「公式戦に出場しなかった支配下選手」として過去の通算成績が記載されていたが、連盟発表の支配下登録選手一覧には「実質的に選手でない」との解釈で標記されていなかった。
加藤俊夫→大矢明彦→古田敦也→中村悠平と受け継がれてきたスワローズ（アトムズ）の正捕手の背番号27は根来から始まる。審判・平光清は自著の中で、400勝の金田のようにノーサインで容赦なく投げてくる投手の快速球を受け続けながら、みずからは決してPRすることのなかった「ゴロちゃん」のような縁の下の力持ちこそ、真のナンバーワン捕手ではないか、と述べている。
2009年11月27日、胃がんのため神奈川県藤沢市内の病院で死去。根来の訃報を受けた金田は「（根来さんは）私の野球人生に欠かすことの出来ない人物だった」と語った。73歳没。

## 詳細情報

### 年度別打撃成績
| 年 度      | 球 団         | 試 合 | 打 席 | 打 数 | 得 点 | 安 打 | 二 塁 打 | 三 塁 打 | 本 塁 打 | 塁 打 | 打 点 | 盗 塁 | 盗 塁 死 | 犠 打 | 犠 飛 | 四 球 | 敬 遠 | 死 球 | 三 振 | 併 殺 打 | 打 率 | 出 塁 率 | 長 打 率 | O P S |
| ---------- | ------------- | ----- | ----- | ----- | ----- | ----- | -------- | -------- | -------- | ----- | ----- | ----- | -------- | ----- | ----- | ----- | ----- | ----- | ----- | -------- | ----- | -------- | -------- | ----- |
| 1957       | 国鉄 サンケイ | 20    | 25    | 24    | 3     | 5     | 1        | 0        | 0        | 6     | 1     | 0     | 0        | 0     | 0     | 1     | 0     | 0     | 5     | 0        | .208  | .240     | .250     | .490  |
| 1958       | 国鉄 サンケイ | 101   | 293   | 267   | 18    | 60    | 9        | 2        | 7        | 94    | 28    | 1     | 2        | 7     | 1     | 17    | 2     | 1     | 43    | 10       | .225  | .274     | .352     | .626  |
| 1959       | 国鉄 サンケイ | 112   | 303   | 271   | 26    | 55    | 5        | 1        | 9        | 89    | 32    | 0     | 1        | 9     | 2     | 14    | 0     | 7     | 46    | 8        | .203  | .260     | .328     | .589  |
| 1960       | 国鉄 サンケイ | 112   | 265   | 239   | 20    | 46    | 7        | 1        | 4        | 67    | 18    | 2     | 3        | 6     | 1     | 17    | 2     | 2     | 31    | 3        | .192  | .252     | .280     | .532  |
| 1961       | 国鉄 サンケイ | 120   | 380   | 340   | 24    | 75    | 11       | 2        | 4        | 102   | 30    | 1     | 0        | 10    | 5     | 23    | 7     | 2     | 48    | 5        | .221  | .274     | .300     | .574  |
| 1962       | 国鉄 サンケイ | 130   | 390   | 359   | 16    | 72    | 9        | 1        | 5        | 98    | 19    | 1     | 2        | 10    | 0     | 15    | 0     | 6     | 52    | 8        | .201  | .245     | .273     | .518  |
| 1963       | 国鉄 サンケイ | 138   | 415   | 385   | 25    | 88    | 4        | 1        | 5        | 109   | 33    | 3     | 2        | 6     | 3     | 18    | 1     | 3     | 32    | 13       | .229  | .268     | .283     | .552  |
| 1964       | 国鉄 サンケイ | 118   | 383   | 356   | 24    | 87    | 15       | 2        | 5        | 121   | 33    | 3     | 2        | 5     | 3     | 14    | 5     | 5     | 32    | 11       | .244  | .283     | .340     | .623  |
| 1965       | 国鉄 サンケイ | 109   | 294   | 272   | 20    | 59    | 8        | 0        | 8        | 91    | 28    | 0     | 1        | 4     | 2     | 14    | 1     | 2     | 40    | 4        | .217  | .260     | .335     | .595  |
| 1966       | 国鉄 サンケイ | 57    | 73    | 72    | 0     | 7     | 1        | 0        | 0        | 8     | 3     | 0     | 0        | 0     | 0     | 1     | 0     | 0     | 10    | 0        | .097  | .110     | .111     | .221  |
| 1967       | 阪急          | 55    | 125   | 112   | 10    | 20    | 1        | 1        | 3        | 32    | 9     | 1     | 0        | 6     | 0     | 6     | 0     | 1     | 19    | 2        | .179  | .227     | .286     | .513  |
| 1968       | 阪急          | 11    | 9     | 8     | 0     | 1     | 0        | 0        | 0        | 1     | 0     | 0     | 0        | 1     | 0     | 0     | 0     | 0     | 1     | 0        | .125  | .125     | .125     | .250  |
| 通算：12年 | 通算：12年    | 1083  | 2955  | 2705  | 186   | 575   | 71       | 11       | 50       | 818   | 234   | 12    | 13       | 64    | 17    | 140   | 18    | 29    | 359   | 64       | .213  | .259     | .302     | .561  |

- 国鉄（国鉄スワローズ）は、1965年途中にサンケイ（サンケイスワローズ）に球団名を変更

### 年度別投手成績
| 年 度    | 球 団    | 登 板 | 先 発 | 完 投 | 完 封 | 無 四 球 | 勝 利 | 敗 戦 | セ 丨 ブ | ホ 丨 ル ド | 勝 率 | 打 者 | 投 球 回 | 被 安 打 | 被 本 塁 打 | 与 四 球 | 敬 遠 | 与 死 球 | 奪 三 振 | 暴 投 | ボ 丨 ク | 失 点 | 自 責 点 | 防 御 率 | W H I P |
| -------- | -------- | ----- | ----- | ----- | ----- | -------- | ----- | ----- | -------- | ----------- | ----- | ----- | -------- | -------- | ----------- | -------- | ----- | -------- | -------- | ----- | -------- | ----- | -------- | -------- | ------- |
| 1957     | 国鉄     | 3     | 0     | 0     | 0     | 0        | 0     | 0     | --       | --          | ----  | 39    | 10.0     | 10       | 2           | 1        | 0     | 0        | 1        | 0     | 0        | 6     | 5        | 4.50     | 1.10    |
| 通算:1年 | 通算:1年 | 3     | 0     | 0     | 0     | 0        | 0     | 0     | --       | --          | ----  | 39    | 10.0     | 10       | 2           | 1        | 0     | 0        | 1        | 0     | 0        | 6     | 5        | 4.50     | 1.10    |

### 記録
節目の記録
- 1000試合出場：1966年7月24日 ※史上113人目

その他の記録
- オールスターゲーム出場：4回 （1961年、1963年 - 1965年）

### 背番号
- 37 （1957年）
- 27 （1958年 - 1966年）
- 24 （1967年 - 1968年）
- 71 （1971年 - 1973年）
- 82 （1974年 - 1979年、1992年 - 1997年）
- 72 （1980年 - 1988年）